# Dassensen
Dassensen è una frazione (Ortsteil) della città di Einbeck, nel land della Bassa Sassonia, in Germania.

## Storia
Già comune autonomo nel circondario di Einbeck, fu soppresso e incorporato a Einbeck il 1º marzo 1974.